# Phellopsis suberea
Phellopsis suberea is een keversoort uit de familie somberkevers (Zopheridae). De wetenschappelijke naam van de soort werd in 1887 gepubliceerd door George Lewis.